# Andrea Barocsi
Andrea Barosci är en ungersk kanotist.
Hon tog bland annat VM-brons i K-2 1000 meter i samband med sprintvärldsmästerskapen i kanotsport 1999 i Milano.